# Condiciones de Chapman-Jouguet
La teoría de Chapman-Jouguet es un modelización de la explosión en un medio unidimensional, asemejado a un cilindro.
A finales del siglo XIX, las explosiones que se sucedían en las minas de carbón llamaron la atención de científicos de distintos países. Los experimentos que se realizaron con tubos llenos de gas demostraron que este fenómeno era diferente de las demás propagaciones de llama. El proceso es demasiado rápido para que se pueda atribuir a procesos de difusión. Mallard y Le Chatelier fueron los primeros en proponer que la propagación se debía a la presión. ρ
El primero en desarrollar la teoría, en 1893, fue físico ruso Michelson pero como la publicó en ruso no llegó a conocerse a nivel mundial. En 1899 el británico David Chapman, de forma independiente, desarrollo la teoría. Y el francés Jouguet realizó importantes aportaciones por lo que se la conoce como Teoría de Chapman-Jouguet (CJ). 
La teoría de Chapman-Jouguet establece la condición de una detonación infinitesimalmente delgada, δ≈0, la onda de choque. Dicha onda divide al explosivo en dos zonas diferentes tanto física como químicamente. Delante de la onda esta el explosivo sin detonar a baja presión, detrás su estado cambia, están los productos de la detonación del explosivo a alta presión. La compresión y las reacciones químicas suceden simultáneamente en la onda de choque. Se establece que la detonación se propaga a una velocidad en la que los productos de reacción se separan del frente a la velocidad del sonido en el medio.

Detonación según Chapman-Jouguet

Ir a la velocidad del sonido crea un "punto de estrangulamiento" que permite que la onda de choque y la zona de reacción se desplacen a una velocidad constante, sin ser perturbado por la expansión del gas en la región de baja presión detrás del punto Chapman-Jouguet.
Si se dibuja la ecuación de conservación de la energía en un diagrama de presión y volumen específico (inversa de la densidad) se obtiene una curva de Hugoniot. La línea que es doblemente tangente a la Hugoniot, y que nace en presión | volumen espec. inicial, recibe el nombre de recta de Rayleigh. Los puntos de tangencian definen los 2 estados posibles CJ. 
Para una curva de Hugoniot existen infinitas rectas de Rayleigh, dependiendo de su pendiente (o de la velocidad del frente en última instancia). Las rectas pueden cortase en dos puntos ser tangentes o no cortarse. Según la teoría de Chapman-Jouguet el punto donde se produce la tangencia da la velocidad mínima y máxima a partir de la cual los productos de reacción del explosivo se expanden y entregan trabajo al medio circundante. Si la velocidad es mayor se producen dos puntos de intersección pero solo el de mayor presión tiene existencia física. 
Este modelo unidimensional, sencillo, ayuda a explicar las detonaciones. Sin embargo, las observaciones de la estructura química de detonaciones reales muestran una complejo estructura tridimensional, con partes de la onda yendo más rápidamente que la media y otros más lenta. Pero es la base de la mayoría de modelos posteriores.
La interpretación física de esta afección generalmente se basan en el modelo posterior (hacia 1943) de Zeldovich, von Neumann y Döring (véase: modelo de detonación de Zeldovich-von Neumann-Döring).

### Modelo Chapman-Jouguet: trabajo original
- Chapman, David Leonard (January 1899), «On the rate of explosion in gases», Philosophical Magazine, Series 5 (London: Taylor & Francis) 47 (284): 90-104, ISSN 1941-5982, LCCN sn86025845.. Also Archive.org

Biografía de David Leonard Chapman (1869–1958):
- Bowen, E. J., "David Leonard Chapman. 1869–1958," Biographical Memoirs of Fellows of the Royal Society, Vol. 4, pp. 34–44 (Nov., 1958)
- Jouguet, Jacques Charles Emile, "Sur la propagation des réactions chimiques dans les gaz" [On the propagation of chemical reactions in gases], Journal des Mathématiques Pures et Appliquées, Series 6, Vol. 1, pp. 347–425 (1905), continued in Vol. 2, pp. 5–85 (1906).

- Biografía de Jacques Charles Emile Jouguet (1871–1943) [en francés], http://www.annales.org/archives/x/jouguet.html .

- Datos: Q2992261